# 乔拉普拉姆
乔拉普拉姆（Cholapuram），是印度泰米尔纳德邦坦贾武尔县的一个城镇。总人口6364（2001年）。

## 人口
该地2001年总人口6364人，其中男性3041人，女性3323人；0—6岁人口779人，其中男370人，女409人；识字率72.31%，其中男性为78.69%，女性为66.48%。